# Globo d’oro
Der Globo d’oro, auch als Italienischer Golden Globe bekannt, ist ein italienischer Filmpreis, der von der römischen ausländischen Pressevereinigung seit dem Jahr 1960 vergeben wird. Diese Auszeichnung wird jährlich in mehreren Kategorien verliehen.
1981 und 1982 wohnte Präsident Sandro Pertini den Zeremonien bei.

## Kategorien
| Kategorie                      | Originalbezeichnung                          |
| ------------------------------ | -------------------------------------------- |
| Bester Film                    | Globo d’oro al miglior film                  |
| Bestes Filmdebüt               | Globo d’oro alla miglior opera prima         |
| Beste Regie                    | Globo d’oro al miglior regista               |
| Bester Hauptdarsteller         | Globo d’oro al miglior attore                |
| Beste Hauptdarstellerin        | Globo d’oro alla miglior attrice             |
| Bester Nebendarsteller         | Globo d’oro al miglior attore rivelazione    |
| Beste Nebendarstellerin        | Globo d’oro alla miglior attrice rivelazione |
| Bestes Drehbuch                | Globo d’oro alla miglior sceneggiatura       |
| Beste Kamera                   | Globo d’oro alla miglior fotografia          |
| Beste Filmmusik                | Globo d’oro alla miglior musica              |
| Beste Komödie                  | Globo d’oro alla miglior commedia            |
| Preis für das Lebenswerk       | Globo d’oro alla carriera                    |
| Europäischer Künstler          | Globo d’oro europeo                          |
| Preis der ausländischen Presse | Gran Premio della Stampa Estera              |
| Bester Kurzfilm                | Globo d’oro al miglior cortometraggio        |
| Bester Dokumentarfilm          | Globo d’oro al miglior documentario          |